# Orăștie
Orăștie – (węg. Szászváros, niem. Broos, język Sasów siedmiogrodzkich Bros, łac. Saxopolis) miasto w Rumunii, w okręgu Hunedoara, w Siedmiogrodzie. Liczy 23,4 tys. mieszkańców (2010), leży nad Maruszą. Miasto znane jest z pobliskich fortec dackich wpisanych na listę światowego dziedzictwa UNESCO.
W mieście rozwinął się przemysł spożywczy, drzewny, metalowy oraz odzieżowy.

## Miasta partnerskie
- Helmstedt
- Criuleni